# Kerby Joseph
Kerby Joseph (geboren am 14. November 2000 in Orlando, Florida) ist ein US-amerikanischer American-Football-Spieler auf der Position des Safeties. Er spielte College Football für die University of Illinois. Im NFL Draft 2022 wurde Joseph in der dritten Runde von den Detroit Lions ausgewählt.

## College
Joseph besuchte die Jones High School in seiner Heimatstadt Orlando, Florida. Dort spielte er Volleyball und Football als Wide Receiver sowie als Defensive Back, zudem war er als Leichtathlet aktiv. Ab 2018 ging Joseph auf die University of Illinois, um College Football für die Illinois Fighting Illini zu spielen. In seinen ersten drei Jahren für die Fighting Illini spielte er keine größere Rolle. In der Saison 2020 wechselte er zwischenzeitlich auf die Position des Wide Receivers, ansonsten spielte er am College als Safety. In der Saison 2021 bestritt Joseph alle 13 Spiele als Starter und konnte sich dabei auf das Radar von NFL-Teams spielen. Mit fünf Interceptions stellte er die Bestmarke in seinem Team auf, zudem wehrte er sieben Pässe ab. Darüber hinaus verzeichnete er 57 Tackles und drei eroberte Fumbles. Joseph wurde in das All-Star-Team der Big Ten Conference gewählt. Nach der Saison gab er seine Anmeldung für den NFL Draft bekannt.

## NFL
Joseph wurde im NFL Draft 2022 in der dritten Runde an 97. Stelle von den Detroit Lions ausgewählt. Joseph kam in den ersten drei Spielen seiner ersten NFL-Saison nur in den Special Teams zum Einsatz. Durch den verletzungsbedingten Ausfall des etatmäßigen Starters Tracy Walker, der mit einem Achillessehnenriss den Rest der Saison verpasste, übernahm Joseph ab Woche 4 dessen Platz als Stammspieler in der Defense und erhielt dabei den Vorzug vor JuJu Hughes und Ifeatu Melifonwu. Am siebten und am achten Spieltag konnte er jeweils einen Fumble erzwingen, bevor ihm in Woche 9 gegen die Green Bay Packers sein bis dahin bestes Spiel gelang. Beim 15:9-Sieg der Lions fing Joseph zwei Interceptions von Aaron Rodgers, setzte 10 Tackles und konnte einen weiteren Pass verhindern, bevor er wegen Verdachts auf Gehirnerschütterung ausgewechselt werden musste. Diese Leistung brachte ihm eine Auszeichnung als NFC Defensive Player of the Week ein. Am letzten Spieltag gelang ihm im vierten Viertel eine weitere Interception gegen die Green Bay Packers, woraufhin die Lions den Ball nicht mehr abgaben und die verbleibende Zeit herunterspielen konnten. Detroit gewann das Spiel mit 20:16 und die Green Bay Packers verpassten somit die Play-offs, in die sie mit einem Sieg eingezogen wären. Neben seinen drei Interceptions gegen die Packers war es Joseph auch in Woche 11 gegen die New York Giants gelungen, einen Pass abzufangen.

### NFL-Statistiken
| Saison                             | Saison | Spiele | Spiele      | Tackles | Tackles | Tackles | Tackles | Interceptions | Interceptions | Interceptions | Interceptions | Interceptions | Fumbles | Fumbles | Fumbles |
| Jahr                               | Team   | Spiele | als Starter | Gesamt  | Solo    | Ast     | Sacks   | PD            | INT           | Yds           | Lng           | TD            | FF      | FR      | TD      |
| ---------------------------------- | ------ | ------ | ----------- | ------- | ------- | ------- | ------- | ------------- | ------------- | ------------- | ------------- | ------------- | ------- | ------- | ------- |
| 2022                               | DET    | 17     | 14          | 82      | 55      | 27      | 0,0     | 8             | 4             | 70            | 38            | 0             | 2       | 1       | 0       |
| 2023                               | DET    | 15     | 15          | 82      | 69      | 13      | 0,0     | 11            | 4             | 37            | 22            | 0             | 0       | 0       | 0       |
| 2024                               | DET    | 17     | 17          | 83      | 58      | 25      | 0,0     | 12            | 9             | 99            | 33            | 1             | 0       | 0       | 0       |
| Gesamt                             | Gesamt | 49     | 46          | 247     | 182     | 65      | 0,0     | 31            | 17            | 206           | 38            | 1             | 2       | 1       | 0       |
| Quelle: pro-football-reference.com |        |        |             |         |         |         |         |               |               |               |               |               |         |         |         |